# Джуха, Иван Георгиевич
Ива́н Гео́ргиевич Джуха (род. 6 сентября 1952, с. Раздольное, Старобешевский район, Сталинская область, Украинская ССР, СССР) — российский историк, геолог и политический деятель греческого происхождения. Автор публикаций по истории греков в России.

## Геолог
Окончил географический факультет Московского государственного университета (1976), аспирантуру. Кандидат географических наук (1984).
В 1976—1980 и 1984—1988 годах — преподаватель инженерной геологии в Вологодском политехническом институте. С 1988 года был преподавателем Вологодского государственного педагогического института (ныне — университета), доцент. Автор свыше 60 научных публикаций.
Участвовал в геологических экспедициях в Крыму, Карпатах, на Колыме, Усть-Юрте, Тянь-Шане, в Дагестане, Закавказье, Подмосковье. За небольшой срок им была собрана уникальная коллекция горных пород и минералов со всей территории Советского Союза, а кабинет геологии Вологодского пединститута превратился в геологический музей. Основал студенческое общество по геологии, организовывал выставки камня, минералогические экспедиции на Южный, Средний, Приполярный и Полярный Урал, Байкал, Курскую Магнитную Аномалию, в Хибины, Донбасс, Рыбинское водохранилище, Казахстан..

## Историк
По национальности — грек. С 1977 года занимается изучением истории своего народа на территории СССР. В 1989—1992 годах его работы неоднократно издавались в России, Греции, на Украине. В 1993 году была опубликована первая книга на русском языке — «Одиссея мариупольских греков» (о судьбе потомков эллинов, переселённых в конце XVIII века российской императрицей Екатериной II из Тавриды на незаселённые просторы Приазовья). В 2000 г. вышел в свет исторический роман «Милар (Мельница)» о раскулаченной семье греков из Приазовской Ялты высланной на Север в 1930 г.
Руководитель проекта «Греческий мартиролог», осуществляемого с 2004 года. Задачей проекта является комплексное исследование репрессий в отношении греческого народа в СССР, сохранение памяти о погибших и пострадавших людях. Первая книга, выпущенная в рамках проекта, посвящена «греческой операции» НКВД СССР в 1937—1938 годах, в ходе которой были уничтожены многие тысячи греков — как граждан СССР, так и греческих подданных. Автор исследует причины и итоги этих событий, описывает всю технологическую линию репрессий — от арестов до расстрелов и смерти в лагерях. «Греческую операцию» он считает этнической чисткой. Во второй книге — «Спецэшелоны идут на Восток. История репрессий против греков в СССР. Депортации 1940-х гг.» (2008).– описаны причины, ход и результаты трех массовых депортаций греков в 1940 г.
Книжную серию проекта «Греческий мартиролог» продолжили еще 6 книг.
Кроме того, изданы по истории греческих общин бывшего СССР: («Мариупольские, цалкинские, понтийские…», «В поисках греков»), а также «Шаламовская география» - исследование о пребывании писателя В. Шаламова на Колыме.
Готовится к изданию двухтомник на греческом языке «Граждане Греции в ГУЛаге».
В рамках проекта планируется выпуск ещё двух книг: о раскулачивании греков в 1930-е годы и «Книги памяти», в которую планируется включить фамилии всех греков, пострадавших от большевистских репрессий в XX веке.
В 2005 году за реализацию этого проекта И. Г. Джуха награждён золотой медалью мэрии города Салоники «За вклад в развитие эллинизма».

## Политик
В 1988 году Иван Джуха был одним из основателей и президентом первого неформального объединения в Вологде — экологического клуба, который вместе с политклубом исторического факультета позднее образовали клуб избирателей «Альтернатива», а затем вологодское отделение движения «Демократическая Россия».
В 1993—1998 годы — эксперт по политическим вопросам и связям с общественными организациями в аппарате полномочного представителя президента России в Вологодской области.
С 1999 года участвует в деятельности «Союза правых сил» (СПС). В 1999 году — руководитель регионального штаба избирательного блока СПС. В 2002—2004 годах — председатель Вологодского областного отделения политической партии «СПС», с 2004 года — член политического совета этого отделения. В 2003 году баллотировался в Государственную думу России по списку «СПС».

## Труды
- Джуха И. Г. Одиссея мариупольских греков: Очерки истории / Художник Е. В. Харабет. — Вологда: Изд-во ВГПИ, «ЛиС», 1993. — 160 с. — 10 000 экз. — ISBN 5-87822-008-3. (обл.) (книга также издана в Греции).
- Милар (мельница): Роман-хроника (1914—1930 гг.). Донецк. Регион. 2000.
- «Греческая операция. История репрессий против греков в СССР.» — СПб. Издательство «Алетейя», 2006. — 416 с. — (серия: «Новогреческие исследования»). — 2500 экз.. ISBN 5-89329-854-3
- «Спецэшелоны идут на Восток. История репрессий против греков в СССР. Депортации 1940-х гг.» — СПб. : Издательство «Алетейя», 2008. — 560 с., 7 ил.. — (серия: «Новогреческие исследования»). — 5500 экз.. — 24,5 см. ISBN 978-5-91419-078-8 [2].
- "Пишу своими словами...". История репрессий против греков в СССР: письма из лагерей, тюрем и мест спецпоселения. СПб. Алетейя. 2009.
- Стоял позади Парфенон, лежал впереди Магадан. История репрессий против греков в СССР: греки на Колыме. СПб. Алетейя. 2010.
- "Так было, я свидетель...". История репрессий против греков в СССР: Воспоминания. СПб. Алетейя. 2011.
- Так было на Кубани. История репрессий против греков в СССР: репрессий против греков на Кубани. СПб. Алетейя. 2013.
- Книга Памяти греков Краснодарского края. Жертвы 1937-1938 гг. СПб. Алетейя. 2013.
- Одиссея мариупольских греков. Очерки истории. 2-е дополненное и исправленное издание. М. Изд-во Международного ун-та. 2013.

- Иван     Джуха.  «Мариупольские,     цалкинские, понтийские… (Что мы знаем друг о друге»). М. Изд-во     Международного ун-та. 2015 г. — 335 с. — 1000 экз. ISBN     978-5-9248-0201-5
- Иван     Джуха. Эмиль Гатауллин. «Шаламовская география». Вологда. Изд-во     «Арника». 2016 г. Вологда. «Арника» — 95 с. — 1000 экз. ISBN     978-5-4429-0032-3
- Иван     Джуха. «Греческая операция в Украине. Книга Памяти». СПб. Издательство     «Алетейя», 2017. — 637 с. — (серия: «Новогреческие исследования»). — 1000     экз. ISBN     978-5-906980-19-90
- Иван     Джуха. «В поисках греков». М. Изд-во Международного ун-та. 2018 г. М.     Изд-во Международного ун-та. 2015 г. — 494 с. — 1000 экз. ISBN     978-5-6041461-9-4